# Pressure Bay
Die Pressure Bay ist eine 5 km breite Seitenbucht der Robertson Bay an der Pennell-Küste des ostantarktischen Viktorialands. Ihre Einfahrt wird im Westen durch Kap Wood und im Osten durch den Birthday Point begrenzt.
Kartiert wurde die Bucht von der durch den britischen Polarforscher Victor Campbell (1875–1956) geleiteten Nordgruppe der Terra-Nova-Expedition (1910–1913). Namensgebend war der durch den in die Bucht mündenden Shipley-Gletscher verursachte Eisdruck (englisch ice pressure), der zu Verwerfungen im Meereis führte und so das Vorankommen der Nordgruppe in diesem Gebiet erheblich erschwerte.